# Kadsura interior
Kadsura interior är en tvåhjärtbladig växtart som beskrevs av Albert Charles Smith. Kadsura interior ingår i släktet Kadsura och familjen Schisandraceae. Inga underarter finns listade.